# Maláj tigris
A maláj tigris (Panthera tigris jacksoni) a ragadozók (Carnivora) rendjébe és a macskafélék (Felidae) családjába tartozó tigris (Panthera tigris) egy alfaja.
1968-ban egy amerikai kutatócsoport laboratóriumi vizsgálatok során kiderítette, hogy az indokínai tigris (Panthera tigris corbetti) és a maláj-félszigeten élő példányok között jelentős genetikai eltérés van, így a kutatók egy új alfajt állapítottak meg. Ezzel hatra emelkedett a még élő alfajok száma. (összesen 9 alfaj létezett, de ebből három már kihalt: bali, kaszpi, jávai.)

## Tudományos neve
Tudományos nevét Peter Jackson tigris szakértőről kapta. A névadás egyébként nem volt zökkenőmentes. A maláj állatvédők ugyanis szerették volna, ha az új alfajt Panthera tigris malayensis-nek nevezik.

## Kulturális vonatkozása
A maláj tigris Malajzia nemzeti állata. Emilio Salgari regényciklusában a kitalált 19. századi Sandokan nevű kalóz főszereplő "maláj tigris" néven ismert.